# Hans-Georg Lietz
Hans-Georg Lietz (* 26. August 1928 in Stolp, Pommern; † 11. Mai 1988 in Rostock) war ein deutscher Schriftsteller und Industriekaufmann. Lietz war in der Zeit der DDR Autor von Romanen, Kriminalgeschichten, Hörspielen und Drehbüchern.

## Leben
Lietz war der Sohn eines Hilfsarbeiters. Er besuchte kurzzeitig die Handelsschule in Stolp, wurde dann aber zum Militärdienst eingezogen. Nach 1945 arbeitete er als Bote, Lager- und Landarbeiter und nahm schließlich eine Lehre als Industriekaufmann auf. Nach dem Besuch der Arbeiter-und-Bauern-Fakultät studierte er Kunstgeschichte. In dieser Zeit entstanden seine ersten Kurzgeschichten, Erzählungen, Reportagen und Glossen für verschiedene Zeitschriften. Nach dem Besuch des Literaturinstitutes  „Johannes R. Becher“ in Leipzig nahm er verschiedene Tätigkeiten auf, die sich in seinen literarischen Werken wiederfinden lassen. So arbeitete er als Hochseefischer, Straßenbahnschaffner, Einkäufer, Abteilungsleiter, Kraftfahrer und Artist.
Seit 1967 lebte Lietz als freischaffender Schriftsteller in Rostock und Roggow bei Rerik. In diesem Jahr trat er auch dem Deutschen Schriftstellerverband (ab 1973 Schriftstellerverband der DDR) bei. Im Jahre 1972 war Lietz Vorsitzender des Deutschen Schriftstellerverbandes im Bezirk Rostock. Lietz veröffentlichte fast alle seiner Romane im VEB Hinstorff Verlag. 1979 erhielt er den Kulturpreis des Bezirkes Rostock. Lietz war Vorsitzender des Bezirkslektorats für schreibende Arbeiter im Bezirk Rostock und leitete den Zirkel Schreibender Arbeiter an der Neptunwerft in Rostock. Seine letzten Lebensjahre verbrachte Lietz in Tessin bei Rostock.

## Werke

### Erzählungen, Romane und Sachbücher
- Die Geschichte mit dem Pflug ; In: Hertha Schlesinger (Hrsg.): Uns' Kalenner. Mecklenburger Volkskalender auf das Jahr 1955. Hinstorff 1954
- Der letzte Hafen ;  Hinstorff (1964)
- Die Sache mit dem Motor ; In Neues Deutschland vom 5. Dezember 1964, S. 10
- Die gestohlene Show : (Erzählung) In: Neue deutsche literatur : ndl ; Zeitschrift für deutschsprachige Literatur und Kritik  – 14 (1966), H. 8, S. 12–29
- Endlose Straßen ; Hinstorff (1966)
- Über dem Abgrund: ein Kraftfahrer erzählt ; Verlag Kultur u. Fortschritt (1967) ; Auskopplung aus Endlose Straßen für die Reihe „Krimi Abenteuer Phantastik“ (Heft 45)
- Die Todesspirale ; Hinstorff (1969)
- Der Grauschimmel : (Erzählung) In: Neue deutsche Literatur : ndl ; Zeitschrift für deutschsprachige Literatur und Kritik  – 18 (1970), H. 5, S. 19
- Ein Bäumchen für das Fest : (Erzählende Prosa) In: Frank Beer (Hrsg.): Der Weltkutscher und andere Geschichten für Kinder und große Leute  – (1973), S. 129–135
- Am Elefantenbein : (Erzählung) In: Neue deutsche Literatur : ndl ; Zeitschrift für deutschsprachige Literatur und Kritik  – 10 (1975), H. 10, S. 66–77
- Der große Nevermann ; Hinstorff (1976)
- Von der Pferdebahn zum Gelenkwagen: Chronik des VEB Nahverkehr Rostock ; VEB Nahverkehr Rostock, (1981)
- Zirkus und kein Ende : In: Sinn und Form 3/1983 ; Ruetten und Loening (1983)
- Das Hexenhaus ; Hinstorff (1984)
- Die Puppen tanzen ; In: Jürgen Grambow (Hrsg.): Wirklich ist nur der Ozean. Eine maritime Sonate. ; Hinstorff (1984)
- Das letzte Haus am Platz ; Hinstorff (1987) ; ISBN 3-356-00059-4

### Hörspiele
- Zwölf Ansichten : (Porträt des Schiffbaumeisters Horst Schuchna) In: Armin Zeißler, Hans-Jürgen Geisthardt (Hrsg.) Im Spiegel dein Gesicht : 14 Nachfragen ; Hinstorff (1971), S. 109–121; am 5. September 1971 als Reportage im Deutschlandsender gesendet
- Die Pest in Marseille (1983)

### Drehbücher und Vorlagen für Filme
- Weite Straßen – stille Liebe (1969) ; basiert auf der Erzählung Endlose Straßen
- Zwei Briefe (1977) ; Drehbuch einer Episode aus der TV-Serie Zur See, gemeinsam mit Eva Stein
- Aufregung um Martin (1979) ; Drehbuch einer Episode aus der TV-Serie Ein offenes Haus

### Redaktion
- Zwischenprüfung für Turandot : Geschichten u. Gedichte. Redaktion: Ute Fichtner, Hans-Georg Lietz, Ingrid Prignitz in Zusammenarbeit mit dem Bezirkskabinett für Kulturarbeit im Bezirk Rostock. Hinstorff (1970)
- Inmitten der anderen. Anthologie schreibender Arbeiter des Bezirkes Rostock. Redaktion: Hans-Georg Lietz (1976)